# Carlos Correa (calciatore)
Carlos Correa (30 aprile 1936 – 24 maggio 2013) è stato un calciatore uruguaiano, di ruolo difensore.

## Carriera

### Club
Giocò sempre nel campionato uruguaiano.

### Nazionale
Con la maglia della Nazionale vinse l'edizione del 1956 del Campeonato sudamericano.

## Palmarès

### Nazionale
- Coppa America: 1

Uruguay 1956